# Boëlle
Pour les articles homonymes, voir bief.

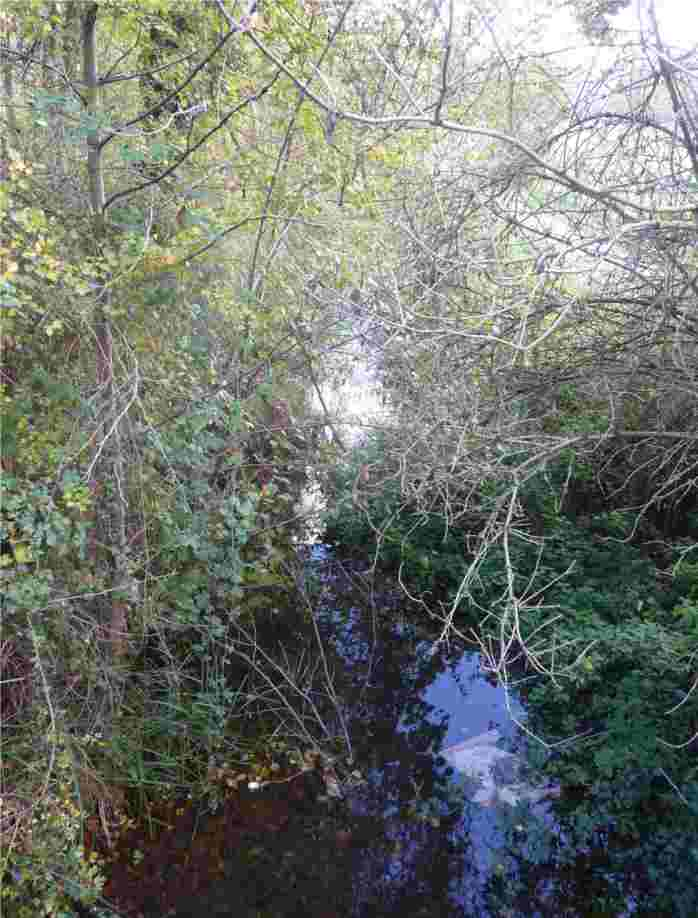
Boëlle d'Ollainville.

Boëlle (du latin botellum : boyau ou du grec βδαλόϛ : canal) est le nom vernaculaire donné au cours secondaire d'un cours d'eau dans le bassin de l'Orge (Essonne, Hurepoix), par exemple la Boëlle des chevaliers ou la grande Boëlle en aval sur l'Orge, sur l'Yvette à Villebon-sur-Yvette. La boëlle Duparchy à Viry-Châtillon, derrière les lycées ne voit pas son nom mentionné sur les cartes IGN du fait de sa petite taille. Ce terme est à rapprocher du mot Béal.
Cette dénomination se retrouve et disparait tout au long des cartes faisant croire à une rivière « fantôme ».
La dénomination « Boëlle », bien qu'elle constitue un nom commun, est parfois prise pour le nom propre du cours d'eau, même parmi les habitants de la région. Ce phénomène se retrouve aussi dans la région aixoise, où nombreux pensent que leur rivière s'appelle le « Vallat » ou « Valat », alors qu'il s'agit bien d'un nom commun local.

## Description
Il s'agit de bief desservant souvent un ou plusieurs moulins datant de la fin du XIXe, début XXe siècle. Ils jouent aussi un rôle drainant dans les marais comme la partie arpajonnaise de l'Orge qui  comprend  trois cours différents pour une seule rivière. Cette abondance nécessaire lors de la période industrielle nuit à la régénération naturelle et est actuellement remise en cause par le Syndicat Mixte de l'Orge Aval.
Ces Boëlles sont associées à des moulins de type traditionnel mais aussi à des moulins dotés de roues larges entrainées par le bas dans des lits larges à faible pente (Moulin de Bretigny en amont des bassins du Carrouge)
On retrouve ce terme dans le nom du Moulin du Boëlle et la rue du Boëlle attenant à un bief, comme c'est le cas à Montreuil-Bellay (Maine-et-Loire) mais aussi dans d'autres lieux, en Normandie, par exemple.
En Normandie, sans rapport avec un cours d'eau, la boëlle  désigne une masure en vieux normand, (étymologie.: de l'islandais, boel= maison). Par contre le boel quant à lui y désigne la cour fermée et retrouve l'étymologie latine.

## Photos

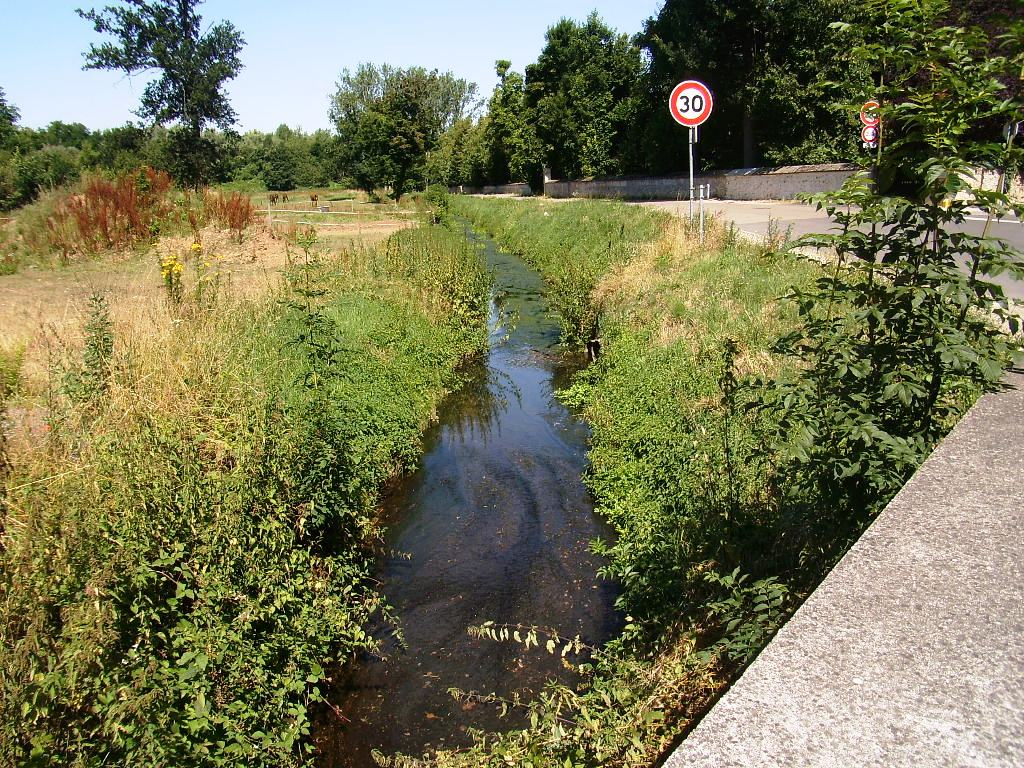
La Boëlle à Champlan.
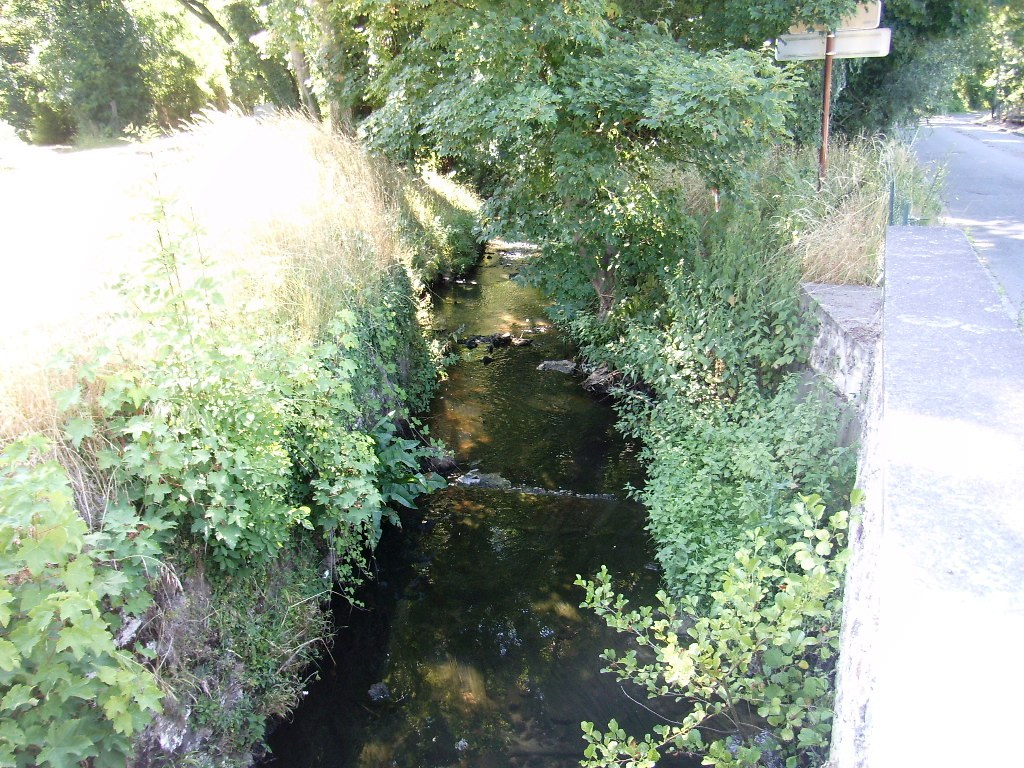
La Boëlle à Champlan.